# Parham, Australien
Parham är en ort i Australien. Den ligger i kommunen Mallala och delstaten South Australia, omkring 63 kilometer nordväst om delstatshuvudstaden Adelaide.
Runt Parham är det mycket glesbefolkat, med 7 invånare per kvadratkilometer.. Närmaste större samhälle är Wild Horse Plains, nära Parham.
Trakten runt Parham består till största delen av jordbruksmark. Genomsnittlig årsnederbörd är 576 millimeter. Den regnigaste månaden är juni, med i genomsnitt 90 mm nederbörd, och den torraste är december, med 12 mm nederbörd.